# Tommy Lee Jones
Tommy Lee „Tom” Jones (ur. 15 września 1946 w San Saba) – amerykański aktor, reżyser i producent filmowy, laureat Oscara i Złotego Globu dla najlepszego aktora drugoplanowego za rolę szeryfa Samuela Gerarda w thrillerze Ścigany (The Fugitive, 1993).
W 1994 otrzymał własną gwiazdę w Alei Gwiazd w Los Angeles znajdującą się przy 6925 Hollywood Boulevard.

## Życiorys

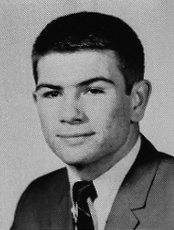
T.L. Jones, 1964

### Wczesne lata
Urodził się w San Saba w Teksasie jako syn Lucille Marii (z domu Scott), policjantki, i Clyde’a C. Jonesa, pracownika pól naftowych w Teksasie. Jego rodzina była pochodzenia angielskiego, walijskiego, a w 1/4 miała korzenie Indian Cherokee. Jego rodzice pobrali się oraz rozwiedli dwa razy. Wychowywał się w Midland, gdzie uczęszczał do Robert E. Lee High School. W 1965, dzięki stypendium, ukończył prestiżową szkołę dla chłopców St. Mark's School of Texas w Dallas (tę samą szkołę ukończył Luke Wilson). Później studiował na Uniwersytecie Harvarda, mając stypendium sportowe. Mieszkał w pokoju z przyszłym wiceprezydentem Alem Gorem. W 1968 grał jako napastnik w słynnym meczu futbolowym, zakończonym remisem, między Uniwersytetem Harvarda a Uniwersytetem Yale. W 1969 otrzymał tytuł bakałarza (licencjat) literatury angielskiej Uniwersytetu Harvarda.

### Kariera
W 1969 przeniósł się do Nowego Jorku, gdzie rozpoczął karierę teatralną na Broadwayu w spektaklu Johna Osborne A Patriot for Me w Imperial Theatre i sztuce Fortune and Men’s Eyes na nowojorskiej scenie Stage 73. Rok potem zadebiutował jako Hank w melodramacie Arthura Hillera Love Story (1970) z Ali MacGraw i Ryanem O’Nealem. W tym czasie jednak ciągle występował na Broadwayu w przedstawieniach: Wykapany ojciec (Delivery Man, 1971) w House of Dunkelmayer, Broadhurst Theatre, Toreador (1971) jako Joel w Broadhurst Theatre, Four on a Garden (1971) w Broadhurst Theatre, Simpson and Papa, Blue Boys (1972) w Martinique Theatre i Ulysses in Nighttown (1974) jako Stephen Dedalus w Winter Garden Theatre.
Występował na szklanym ekranie jako dr Mark Toland w operze mydlanej ABC Tylko jedno życie (One Life to Live, 1971–77), a także pojawił się gościnnie w serialu CBS Barnaby Jones (1975) jako dr Jim Melford i pilotowym odcinku serialu ABC Aniołki Charliego (Charlie’s Angels, 1976) jako Aram Kolegian. Kreacja „Mooneya” Lynna, męża piosenkarki country Loretty Lynn (w tej roli Sissy Spacek) w filmie biograficznym Michaela Apteda Córka górnika (Coal Miner’s Daughter, 1980) przyniosła mu nominację do Złotego Globu dla najlepszego aktora w filmie komediowym lub musicalu. W 1981, podczas New York Shakespeare Festival, wystąpił z Public Theatre w produkcji off-broadwayowskiej True West autorstwa Sama Sheparda jako hollywoodzki scenarzysta Austin. Za postać mordercy Gary’ego Marka Gilmore’a w telewizyjnym dramacie biograficznym NBC Pieśń kata (The Executioner’s Song, 1982) otrzymał nagrodę Emmy.
Kolejne role wyrobiły mu reputację silnego, wybuchowego i twardego aktora, który doskonale sprawdza się zarówno w rolach pierwszo, jak i drugoplanowych. W 1990 w Josephine Street Theatre w San Antonio wyreżyserował spektakl The Authentic Life of Billy the Kid. Jako Clay Shaw / Clay Bertrand w thrillerze Olivera Stone’a JFK (1991) z Kevinem Costnerem odebrał nagrodę Dallas–Fort Worth Film Critics Association Award dla najlepszego aktora oraz był nominowany do Oscara dla najlepszego aktora drugoplanowego i Nagrody Brytyjskiej Akademii Filmowej dla najlepszego aktora drugoplanowego. W thrillerze sensacyjnym Andrew Davisa Liberator (Under Siege, 1992) napisał teksty do piosenek „Love You to Death” i „Rap Mama Goose”.
Za rolę szeryfa Samuela Gerarda w dreszczowcu Andrew Davisa Ścigany (The Fugitive, 1993) z Harrisonem Fordem, w roku 1994 został uhonorowany nagrodą Oscara i Złotym Globem dla najlepszego aktora drugoplanowego. W 1995 zadebiutował jako reżyser westernu Zacni kowboje (Good Old Boys).

## Życie prywatne
31 grudnia 1971 ożenił się z aktorką Katherine „Kate” Lardner. Następnie wraz z żoną i jej dwojgiem dzieci z poprzedniego małżeństwa przeniósł się do Los Angeles. 9 lutego 1978 doszło do rozwodu. Podczas zdjęć do komedii romantycznej Back Roads (1981) z Sally Field, poznał i zakochał się w fotografce Kimberlei Gayle Cloughley, którą później poślubił 30 maja 1981. Mają dwójkę dzieci: syna Austina Leonarda (ur. 9 listopada 1982) i córkę Victorię (ur. 3 września 1991). 23 marca 1996 rozwiódł się. 19 marca 2001 po raz trzeci się ożenił, z fotografką Dawn Marią Laurel.

## Filmografia

### Aktor
- Tylko jedno życie (One Life to Live, 1968) jako dr Mark Toland (1971–1975)
- Love Story (1970) jako Hank
- Life Study (1973) jako Gus
- Eliza's Horoscope (1975) jako Tommy
- Smash-Up on Interstate 5 (1976)
- Jackson County Jail (1976) jako Coley Blake
- Aniołki Charliego (Charlie’s Angels, 1976) jako Aram Kolegian
- The Amazing Howard Hughes (1977) jako Howard Hughes
- Kulisty piorun (Rolling Thunder, 1977) jako Johnny Vohden
- Outside Chance (1978)
- Betsy (The Betsy, 1978) jako Angelo Perino
- Oczy Laury Mars (Eyes of Laura Mars, 1978) jako John Neville
- Barn Burning (1980) jako pan Snopes
- Córka górnika (Coal Miner’s Daughter, 1980) jako Doolittle Mooney Lynn
- Back Roads (1981) jako Elmore Pratt
- Pieśń kata (The Executioner’s Song, 1982) jako Gary Gilmore
- The Rainmaker (1982) jako Starbuck
- Dzikie wyspy (Nate and Hayes, 1983) jako kpt. Bully Hayes
- The River Rat (1984) jako Billy
- Cat on a Hot Tin Roof (1985) jako Brick Pollitt
- Wschód Czarnego Księżyca (Black Moon Rising, 1986) jako Quint
- Władca Central Parku (The Park Is Mine, 1986) jako Mitch
- Yuri Nosenko, KGB (1986) jako Steve Daley
- Wielkie miasto (The Big Town, 1987) jako George Cole
- Złamane śluby (Broken Vows, 1987) jako Pater Joseph McMahon
- Obcy na mojej ziemi (Stranger on My Land, 1988) jako Bud Whitman
- Gotham (1988) jako Eddie Mallard
- Kwiecień rano (April Morning, 1988) jako Moses Cooper
- Burzliwy poniedziałek (Stormy Monday, 1988) jako Cosmo
- Na południe od Brazos (Lonesome Dove, 1989) jako Woodrow F Call
- Przesyłka (The Package, 1989) jako Thomas Boyette
- Ogniste ptaki (Fire Birds, 1990) jako Brad Little
- JFK (1991) jako Clay Shaw
- Liberator (Under Siege, 1992) jako William Strannix
- Pomiędzy niebem i ziemią (Heaven & Earth, 1993) jako Steve Butler
- Dom z kart (House of Cards, 1993) jako Jake Beerlander
- Ścigany (The Fugitive, 1993) jako Samuel Gerard
- Błękit nieba (Blue Sky, 1994) jako Hank Marshall
- Cobb (1994) jako Ty Cobb
- Eksplozja (Blown Away, 1994) jako Ryan Gaerity
- Klient (The Client, 1994) jako Roy Foltrigg
- Urodzeni mordercy (Natural Born Killers, 1994) jako Dwight McClusky
- Zacni kowboje (The Good Old Boys, 1995) jako Hewey Calloway
- Batman Forever (1995) jako Harvey Dent/Dwie Twarze
- Faceci w czerni (Men in Black, 1997) jako agent K (Kay)
- Wulkan (Volcano, 1997) jako Mike Roark
- Mali żołnierze (Small Soldiers, 1998) jako Chip Hazard (głos)
- Wydział pościgowy (U.S. Marshals, 1998) jako Samuel Gerard
- Podwójne zagrożenie (Double Jeopardy, 1999) jako Travis Lehman
- Kosmiczni kowboje (Space Cowboys, 2000) jako Hawk Hawkins
- Regulamin zabijania (Rules of Engagement, 2000) jako płk Hayes Hodges
- Faceci w czerni II (Men in Black II, 2002) jako Kevin Brown/agent K
- Nożownik (The Hunted, 2003) jako L. T. Bonham
- Zaginione (The Missing, 2003) jako Samuel Jones
- Trzy pogrzeby Melquiadesa Estrady (The Three Burials of Melquiades Estrada, 2005) jako Pete Perkins
- Anioł Stróż (Man of the House, 2005) jako Roland Sharp
- A Prairie Home Companion (2006) jako Axeman
- To nie jest kraj dla starych ludzi (2007) jako Ed Tom Bell
- W dolinie Elah (2007) jako Hank Deerfield
- Pościg we mgle (In the Electric Mist, 2009) jako Dave Robicheaux
- W firmie (The Company Men, 2010) jako Gene McClary
- Sunset Limited (2011) jako Biały
- Kapitan Ameryka: Pierwsze starcie (Captain America: First Avenger, 2011) jako płk Chester Phillips
- Faceci w czerni III (Men in Black III, 2012) jako Kevin Brown/agent K
- Lincoln (Lincoln, 2012) jako Thaddeus Stevens
- Dwoje do poprawki (Hope Springs), 2012 jako Arnold
- Cesarz (Emperor, 2012) jako gen. Douglas MacArthur
- Eskorta (The Homesman, 2014) jako George Briggs
- Jason Bourne (2016) jako dyrektor CIA Robert Dewey
- Ad Astra (2019) jako H. Clifford McBride
- Wander (2020) jako Jimmy Cleats
- Cwaniaki z Hollywood (The Comeback Trail, 2020) jako Duke Montana

### Aktor gościnnie
- Barnaby Jones (1973–1980) jako dr Jim Melford
- Baretta (1975–1978) jako Sharky
- Family (1976–1980) jako David
- Aniołki Charliego (Charlie’s Angels, 1976–1981) jako Aram Kolegian

### Reżyser
- Zacni kowboje (The Good Old Boys, 1995)
- Trzy pogrzeby Melquiadesa Estrady (The Three Burials of Melquiades Estrada, 2005)
- Sunset Limited (2011)
- The Homesman (2014)

### Scenarzysta
- Zacni kowboje (The Good Old Boys, 1995)
- The Homesman (2014)

### Producent
- Trzy pogrzeby Melquiadesa Estrady (The Three Burials of Melquiades Estrada, 2005)
- Anioł Stróż (Man of the House, 2005)
- Sunset Limited (2011)
- The Homesman (2014)

## Nagrody
- Nagroda Akademii Filmowej Najlepszy aktor drugoplanowy: 1994 Ścigany
- Złoty Glob Najlepszy aktor drugoplanowy: 1994 Ścigany
- Nagroda na MFF w Cannes Złota Palma dla najlepszego aktora: 2005 Trzy pogrzeby Melquiadesa Estrady
- Nagroda Gildii Aktorów Ekranowych
  - Najlepszy filmowy zespół aktorski: 2007 To nie jest kraj dla starych ludzi
  - Najlepszy aktor drugoplanowy: 2012 Lincoln